# Metaceradocus occidentalis
Metaceradocus occidentalis är en kräftdjursart. Metaceradocus occidentalis ingår i släktet Metaceradocus och familjen Gammaridae. Inga underarter finns listade i Catalogue of Life.